# Уилсон, Дэвид (археолог)
Сэр Дэвид Маккензи Уилсон (30 октября 1931) — британский археолог, историк искусства и куратор, который специализируется в англосаксонском искусстве и викингах. Был директором Британского музея в 1977-1992 годах.

## Образование
В 1941-1950 годах Уилсон учился в Кингсвудской школе в Бат, а потом в Колледже Святого Джона при Кембриджском университете.

## Жизнь и карьера
Уилсон был директором Британского музея с 1977 по 1992 год, является членом шведской Королевской Академии наук и Норвежской академии наук и литературы. В 1985 году он был профессором изобразительного искусства в университете Кембриджа.

## Личная жизнь
Уилсон живет на острове Мэн.